# 法兰克福环路站
法兰克福环路站（德語：U-Bahnhof Frankfurter Ring）是一座慕尼黑地铁2号线位于米贝茨霍芬-哈特畔的一座车站。